# 上津江シャクナゲ園
上津江シャクナゲ園（かみつえしゃくなげえん）は、大分県日田市上津江町川原にある、レジャー施設。

## 概要
大分県日田市の「日本一の筑紫シャクナゲ園」上津江シャクナゲ園。約6,000坪の斜面に約20,000本の国内外のシャクナゲ、ツツジ3,000本が咲きほころぶ。樹齢350年超のシャクナゲの古木は、今でも花を咲かせいる。

## 施設概要
所在地
〒877-0311 大分県日田市上津江町川原1395

## 交通アクセス
自動車
- 日田市からは、国道212号線を進み、国道387号線に入り菊池市方面に向かい約1時間である。
- 国道387号線の都留の郵便局を過ぎて100Mほど先の上津江シャクナゲ園の看板で右折、この山道を道なりなりに10分走ると右側に駐車場がある。